# Ломб, Като
Ка́то Ломб (венг. Lomb Kató; 8 февраля 1909, Печ (Венгрия) — 9 июня 2003, Будапешт) — венгерская переводчица, полиглот, писательница, c 1950-х годов работавшая синхронным переводчиком.
Получила широкую известность благодаря своим способностям в области изучения иностранных языков. Свободно говорила, читала и писала на венгерском, русском, английском, французском, немецком языках. Могла изъясняться и понимала итальянскую, испанскую, японскую, китайскую, польскую речь. Со словарём читала на болгарском, датском, румынском, словацком, украинском, латыни, польском языках.

## Биография
По образованию — физик и химик, однако уже в молодости интересовалась языками, которые изучала самостоятельно. Как она пишет в своих воспоминаниях, во время Второй мировой войны она тайно изучила русский язык, читая без словаря «Мертвые души» Н. В. Гоголя. Когда Советская армия заняла Венгрию, служила переводчиком в советской военной администрации. Продолжала изучение языков на протяжении всей жизни. Быстро продвигаясь по карьерной лестнице, получила должность переводчика в Министерстве иностранных дел. По долгу службы посетила несколько десятков стран, о чём рассказала в своей книге «Путешествия переводчика вокруг света».
Внимание привлекает тот факт, что большинство из языков, которыми владела Ломб, она освоила самостоятельно, работая исключительно с учебниками и художественной литературой на изучаемом языке. Свой метод освоения языков она изложила в книге «Как я изучаю языки». В основе её подхода лежит принцип «полного погружения в язык»: освоение грамматики параллельно с чтением оригинальных текстов и заучиванием устойчивых словосочетаний, наиболее часто употребляемых в устной речи.
Ломб неоднократно посещала СССР, где её феноменальные способности привлекали всеобщее внимание. Ей были посвящены статьи в популярных журналах: «Наука и жизнь», «Огонёк» и т. д.
За несколько лет до смерти (когда ей было 90), сохранившая и в преклонном возрасте ясный ум и прекрасную память, Ломб начала изучать иврит, планировала учить арабский.

## Метод изучения языков
Основные идеи о способах изучения иностранных языков Като Ломб изложила в книге «Как я изучаю языки». По её мнению, ключевым фактором при изучении языков является интерес, который она также обозначает словом мотивация. Като Ломб всячески отвергала представления о врожденной языковой «одаренности», так как считала, что каждый человек от природы в одинаковой мере способен к освоению языков. Тот факт, что не все люди с одинаковой скоростью овладевают языками, она объясняла влиянием внешних условий (таких, как общий уровень образованности человека, количество затрачиваемого им на изучение языка времени, общее физическое состояние, возрастные особенности функционирования памяти и др.).
Затраченное время × Мотивация/Скованность= Результат
Достижение результата в изучении иностранного языка она представляла в виде формулы, в числителе которой находится произведение Затраченного времени и Мотивации, а в знаменателе Скованность (под ней понимается боязнь говорить вслух, страх делать ошибки).
Като Ломб обобщила свой подход к изучению языков в 10 заповедях:
1. Занимайся языком ежедневно. Хотя бы 10 минут, даже если совсем нет времени. Особенно хорошо заниматься по утрам.
2. Если желание заниматься слишком быстро ослабевает, не «форсируй», но и не бросай учёбу. Придумай какую-нибудь иную форму: отложи книгу и послушай радио, оставь упражнения учебника и полистай словарь и т. д..
3. Никогда не зубри, не заучивай ничего в отрыве от контекста.
4. Выписывай вне очереди и заучивай все «готовые фразы», которые можно использовать в максимальном количестве случаев.
5. Старайся мысленно переводить всё, что только возможно: промелькнувшее рекламное табло, надпись на афише, обрывки случайно услышанных разговоров. Это хорошее упражнение, позволяющее держать языковое мышление в постоянном тонусе.
6. Выучивать прочно стоит только то, что совершенно точно является правильным. Не перечитывай собственных неисправленных упражнений: при многократном чтении текст запоминается невольно со всеми возможными ошибками. Если занимаешься один, то выучивай только заведомо правильные.
7. Готовые фразы, идиоматические выражения записывай и запоминай в первом лице,[прояснить (обс.)] единственном числе. Например: «I am only pulling your leg» (Я тебя только дразню). Или «Il m’a posé un lapin» (Он не пришел на назначенную встречу).
8. Иностранный язык — это крепость, которую нужно штурмовать со всех сторон одновременно: чтением газет, слушанием радио, просмотром недублированных фильмов, посещением лекций на иностранном языке, проработкой учебника, перепиской, встречами и беседами с друзьями — носителями языка.
9. Не бойся говорить, не бойся возможных ошибок, а проси, чтобы их исправляли. И главное, не расстраивайся и не обижайся, если тебя действительно начнут поправлять.
10. Будь твердо уверен в том, что во что бы то ни стало достигнешь цели, что у тебя несгибаемая воля и необыкновенные способности к языкам. А если ты уже разуверился в существовании таковых — (и правильно!) — то думай, что ты просто достаточно умный человек, чтобы овладеть такой малостью, как иностранный язык. А если материал всё-таки сопротивляется и настроение падает, то ругай учебники — и правильно, потому что совершенных учебников нет! — словари — и это верно, потому что исчерпывающих словарей не существует, — на худой конец, сам язык, потому что все языки трудны, а труднее всех — твой родной. И дело пойдет.

Как видно из заповеди № 3, понятие контекста также является одним из ключевых в её подходе. Като Ломб считала неэффективным метод заучивания отдельных слов (списком) в отрыве от контекста в котором они изначально находились, поскольку именно контекстуальные ассоциации позволяют сознанию легче вспоминать эти слова впоследствии.
В заповеди № 4 речь идет о заучивании устойчивых языковых формул, использование которых упрощает построение речи на иностранном языке.
Начинать изучение языка Като Ломб рекомендовала с чтения художественной литературы на этом языке, которое начинать нужно фактически с самого начала, так как именно это позволяет погрузить сознание в языковой микроклимат, а также позволяет изучать язык с интересом. О том, как следует читать, когда язык едва-едва знаком тебе, она также дает подробные разъяснения в книге «Как я изучаю языки».
Некоторые языки она лично начинала изучать, не имея под рукой даже словаря (например, японский), а иногда, имея один только словарь, могла выводить путём логического размышления правила устройства синтаксиса и морфологии в языке.

## Труды
- Így tanulok nyelveket (Egy tizenhat nyelvű tolmács feljegyzései) — переведена на русский под названием «Как я изучаю языки (заметки знатока 16 языков)», 1970, 1972, 1990, 1995 (ISBN 963-602-617-3)
- Egy tolmács a világ körül — «Путешествия переводчика вокруг света», 1979 (ISBN 963-280-779-0)
- Nyelvekről jut eszembe… — «Языки напоминают мне…», 1983 (ISBN 963-500-230-0)
- Bábeli harmónia (Interjúk Európa híres soknyelvű embereivel) — «Гармония Вавилона (интервью с известными полиглотами Европы)», 1988 (ISBN 963-282-023-1)